# Барциц, Анри Львович
Анри́ Льво́вич Барци́ц (абх. Анри Леуа-иҧа Барцыц; род. 6 ноября 1990, г. Гудаута, Абх. АССР) — член Правительства Республики Абхазия; министр юстиции Республики Абхазия с 6 июля 2020 года, кандидат юридических наук.

## Биография
Барциц Анри Львович родился 6 ноября 1990 года в городе Гудаута, Абхазской АССР.
В 2007 году поступил в Московский государственный юридический университет (МГЮА) им. О. Е. Кутафина по специальности «Юриспруденция», который окончил в 2012 году.
С 2012 по 2015 годы обучался в аспирантуре на кафедре конституционного и муниципального права Московского государственного юридического университета (МГЮА) им. О. Е. Кутафина.
В 2017 году защитил кандидатскую диссертацию «Право народа Республики Абхазия на самоопределение и восстановление суверенной государственности: конституционно-правовой анализ».
В 2017 году получил учёную степень кандидата юридических наук.
С 2018 года участник различных научных грантовых проектов.
Опубликовал более 20 авторских и соавторских научных статей. Соавтор учебного пособия для бакалавров и учебного пособия для магистров.
С 2013 по 2014 годы — командированный юрисконсульт правового отдела Департамента аттестации научных и научно-педагогических работников Министерства образования и науки России.
С 2014 года преподаватель и старший преподаватель кафедры конституционного и муниципального права МГЮА.
С 2017 по 2019 годы — заместитель заведующего кафедрой конституционного и муниципального права ФГБОУ ВО МГЮА.
С 6 июля 2020 года указом президента Республики Абхазия № 174 назначен министром юстиции Республики Абхазия.

## Личная жизнь
Женат. Отец двоих детей.